# Manuel Villalobos
Manuel Arturo Villalobos Salvo (* 15. Oktober 1980 in Iquique) ist ein ehemaliger chilenischer Fußballspieler und heutiger -trainer. Der Stürmer wurde dreimal Meister und absolvierte ein Länderspiel für Chile.

## Karriere

### Verein
Manuel Villalobos begann beim CSD Colo-Colo 1990 im Alter von zehn Jahren. 1997 kam der Stürmer zum Profidebüt, konnte sich bei den Albos aber nicht nachhaltig durchsetzen und wurde mehrfach verliehen. 2002 wechselte Villalobos zu Deportes Iquique, wo er 20 Tore in 32 Primera-B-Spielen erzielte. Den Abstieg von Iquique konnte er allerdings nicht verhindern. 2003 ging er in die dritte portugiesische Liga zu Dragões Sandinenses, einem Filialklub des FC Porto. Mitte 2003 kehrte Villalobos allerdings schon wieder nach Chile zurück und schloss sich dem Zweitligisten Deportes Arica an. Anschließend ging er zu Deportes Copiapó.
2005 ging Villalobos zu Deportivo Ñublense in die dritte Liga und schaffte mit dem Klub schnell den Aufstieg in die Primera B. Er wurde zum Topscorer und Kapitän des Teams. In der Clausura 2007 stieg Ñublense in die Primera División auf, Villalobos bekam das Angebot von Universidad de Chile und ging zum etablierten Erstligisten. Dort startete er mit vier Toren in den ersten sechs Spielen, allerdings verlor er später seinen Startelfplatz. In der Apertura 2009 wurde Villalobos Meister und erfüllte seinen Zweijahresvertrag, verlängerte diesen aber nicht. Villagol, wie er auch genannt wurde, ging 2010 zum CD Huachipato. Mit dem Klub aus Talcahuano wurde er in der Clausura 2012 zum dritten Mal Meister.
2013 ging Villalobos in seine Heimatstadt zu Deportes Iquique zurück. Dort erzielte er in fünf Jahren 45 Ligatore in 129 Spielen. In der Saison 2013/14 gewann der Klub aus dem Norden Chiles die Copa Chile. Villalobos steuerte zum Erfolg vier Tore und fünf Vorlagen bei. 2017 verlängerte Iquique seinen Vertrag aufgrund seines Alters nicht. Villalobos ging zu den CD Santiago Wanderers, bei denen er seine Karriere nach der Saison 2018 beendete.
Seit 2022 arbeitet Manuel Villalobos als Jugendtrainer bei Deportes Iquique und wurde sowohl im Mai als auch im Oktober 2022 als Interimstrainer beim Profiteam eingesetzt.

### Nationalmannschaft
Manuel Villalobos spielte 1997 mit der U-17-Nationalmannschaft bei der Weltmeisterschaft in Ägypten. In der A-Nationalmannschaft kam der Mittelstürmer im Freundschaftsspiel gegen Haiti zum Einsatz. Beim 3:0-Erfolg kam Villalobos für César Cortés acht Spielminuten vor Ende in die Partie. Es blieb seine einzige Partie im Nationaldress.

## Erfolge
Colo-Colo
- Chilenischer Meister: 1998

Universidad de Chile
- Chilenischer Meister: 2009-A

Huachipato
- Chilenischer Meister: 2012-C

Deportes Iquique
- Chilenischer Pokalsieger: 2013/14